# Attalo I
Attalo Sotere (in greco antico: Ἄτταλος Σωτήρ?, Àttalos Sotér, "Attalo il Salvatore"; 269 a.C. – Pergamo, 197 a.C.), chiamato nella storiografia moderna Attalo I, è stato un sovrano pergameno, re di Pergamo, una polis greca dell'Asia Minore, nella moderna Turchia, dal 241 a.C. alla morte, prima come signore della città e poi come re.
Attalo ottenne un'importante vittoria sui Galati, una popolazione celtica appena giunta in Asia Minore che aveva saccheggiato e imposto tributi nella regione senza trovare opposizione. Questa vittoria, che venne celebrata con un monumento trionfale eretto a Pergamo, decorato tra le altre con la statua del Galata morente, si tradusse nella liberazione dal terrore gallico e guadagnò ad Attalo il nome di Soter («Salvatore») e il titolo di re.
Generale coraggioso e capace, fu un alleato leale della Repubblica romana, al fianco della quale combatté nella prima e seconda guerra macedonica contro Filippo V. Condusse numerose operazioni navali, ostacolando gli interessi macedoni in tutto il mar Egeo, ottenendo onori, accumulando spoglie e guadagnando al Regno di Pergamo l'isola greca di Egina, durante la prima guerra, e Andro, durante la seconda; sfuggì per poco alla cattura da parte di Filippo per ben due volte.
Morì nel 197 a.C., poco prima della fine della seconda guerra, all'età di 72 anni, dopo essere stato colpito da un attacco al cuore alcuni mesi prima, mentre parlava durante un consiglio di guerra beotico. La sua vita privata fu famosa per essere stata felice: ebbe una moglie e quattro figli, uno dei quali, Eumene II, gli succedette come re.

## Biografia

### Giovinezza
Non si conosce molto dei primi anni di Attalo. È noto che suo padre fosse Attalo, il figlio dell'omonimo eponimo della dinastia, e della principessa siriana Antiochide. Il nonno paterno di Attalo I era il fratello di Filetero, fondatore della dinastia, e di Eumene, padre di Eumene I. Il padre di Attalo I viene menzionato, assieme ai propri zii, tra i donatori a Delfi; ebbe fama di ottimo auriga, vincendo persino a Olimpia, tanto da essere onorato con una statua a Pergamo.
Attalo I aveva pochi anni quando il padre morì, prima del 241 a.C.; in seguito venne adottato da Eumene I, erede designato della dinastia.
La madre di Attalo, Antiochide, apparteneva probabilmente alla famiglia reale dei Seleucidi, essendo forse la nipote di Seleuco I Nicatore; con il suo matrimonio con il padre di Attalo, Filetero rafforzò probabilmente il suo potere. Questa interpretazione è anche consistente con l'ipotesi che il padre di Attalo fosse l'erede designato di Filetero, ma che questi venne succeduto da Eumene in quanto Attalo I era troppo giovane quando suo padre morì.

### Vittoria sui Galati

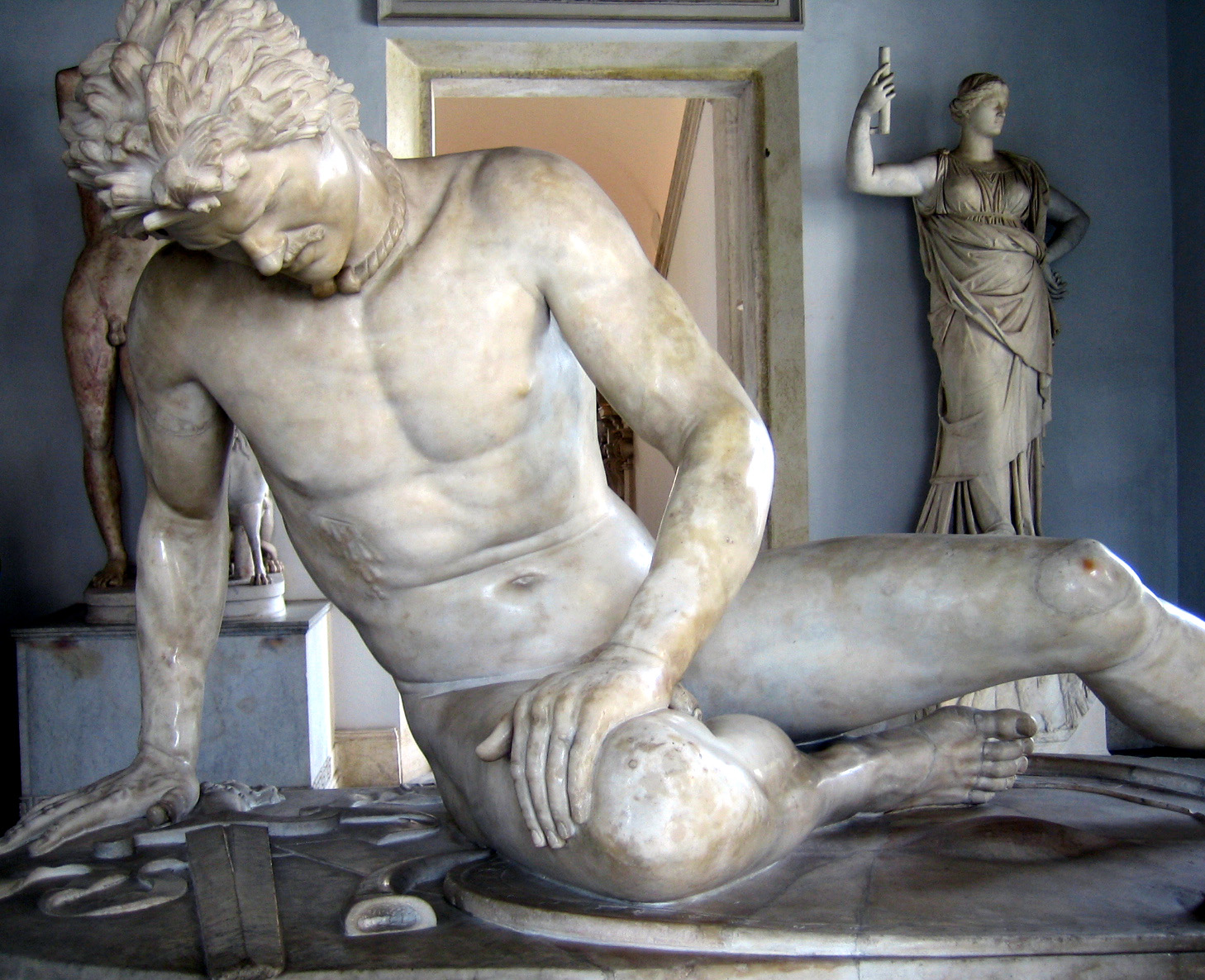
Il Galata morente (Musei Capitolini, Roma)

Secondo Pausania il Periegeta «la più grande delle sue imprese» fu la sconfitta dei Γαλάται («Galàtai»), i «Galli». Pausania si riferisce ai Galati, dei Celti immigranti dalla Tracia che si erano recentemente stabiliti in Galazia, una regione dell'Asia Minore, e che i Romani e i Greci chiamavano «Galli», collegandoli ai Celti che vivevano nelle moderne Francia, Svizzera e Italia settentrionale. Sin dall'epoca di Filetero, zio di Eumene I e primo sovrano degli Attalidi, i Galati avevano costituito un problema per Pergamo, anzi per tutta l'Asia Minore, esigendo tributi per evitare guerre o altre ripercussioni. Eumene I aveva probabilmente gestito la minaccia dei Galati pagando loro dei tributi, così come avevano fatto gli altri sovrani asiatici; Attalo, al contrario, si rifiutò di pagarli, primo fra tutti i sovrani dell'Asia Minore. Quando i Galati scesero in guerra contro Pergamo, Attalo li incontrò nei pressi delle sorgenti del fiume Caïcus dove ottenne una vittoria decisiva; seguendo l'esempio di Antioco I, Attalo prese allora in titolo di Soter, «Salvatore», e assunse quello di re.
La vittoria diede ad Attalo una fama leggendaria: nacque persino una voce, riportata da Pausania, su di un oracolo che aveva previsto gli eventi una generazione prima, in cui un «figlio di un toro», che Pausania precisa essere Attalo in quanto «era stato definito con le corna di bue da un altro oracolo», avrebbe portato «un giorno di distruzione» sul «devastante esercito dei Galli».
Sull'acropoli di Pergamo fu eretto a commemorazione della battaglia un monumento trionfale, che includeva la famosa statua del Galata morente.

### Conquiste nell'Asia Minore seleucide

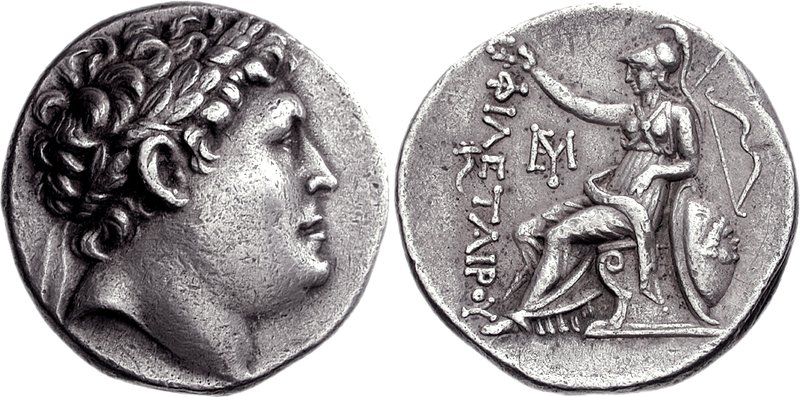
Moneta coniata sotto Attalo I raffigurante il profilo del prozio di Attalo, Filetero, sul dritto e Atena seduta sul rovescio

Diversi anni dopo la sua prima vittoria sui «Galli», Pergamo fu attaccata dai Galati e dal loro alleato Antioco Ierace, fratello minore di Seleuco II Callinico e sovrano dei territori seleucidi in Asia Minore, che governava dalla sua capitale a Sardi. Attalo sconfisse i Celti e Antioco nella battaglia di Afrodisio prima e poi in una seconda battaglia in oriente. In seguito continuò la guerra contro il solo Antioco, affrontandolo in battaglia e sconfiggendolo ripetutamente: nella Frigia ellespontica, dove verosimilmente Antioco cercò rifugio presso il proprio suocero Ziaelas re di Bitinia; nei pressi di Sardi nella primavera del 228 a.C.; infine a sud, in Caria, sulle rive dell'Arpaso, un tributario del Meandro.
A seguito di queste vittorie Attalo ottenne il controllo sull'intera Asia Minore seleucide a nord delle monti del Tauro; riuscì in seguito a difendere queste conquiste dai ripetuti tentativi di riconquista tentati da Seleuco III Cerauno, figlio e successore di Seleuco II, fin quando lo stesso Seleuco III attraversò il Tauro con il proprio esercito, solo per venire assassinato nel 223 a.C.
Acheo, il generale che aveva accompagnato Seleuco III, assunse il controllo dell'esercito seleucide. Sebbene gli fosse stato offerto il regno, Acheo rifiutò in favore del fratello minore di Seleuco, Antioco III, che in cambio nominò il generale governatore dell'Asia Minore seleucide a nord del Tauro: nel giro di due anni Acheo riconquistò tutto il territorio seleucide perso, «chiuse Attalo nelle mura di Pergamo», e assunse il titolo di re.
Dopo un periodo di pace nel 218 a.C. Attalo approfittò del fatto che Acheo era impegnato in una spedizione a Selge (a sud del Tauro) per riconquistare i territori persi con l'aiuto dei Galli di Tracia. Quando Acheo tornò da Selge, nel 217 a.C., riprese però le ostilità contro Attalo.
Antioco, dopo avere stretto un'alleanza con Attalo, attraversò il Tauro nel 216 a.C. e attaccò Acheo, assediando Sardi, riuscendo a conquistare la città nel 214 a.C., durante il secondo anno di assedio, sebbene la cittadella rimanesse sotto il controllo di Acheo. Ingannato da un falso tentativo di salvataggio, Acheo fu catturato e messo a morte, e la cittadella si arrese. Nel 213 a.C. Antioco aveva riconquistato il controllo su tutte le province asiatiche seleucidi.

### Prima guerra macedonica

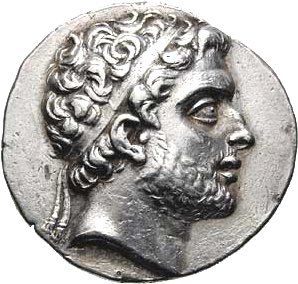
Profilo di Filippo V di Macedonia, da una sua moneta

Attalo, ridimensionato a oriente, volse la propria attenzione a occidente. Probabilmente preoccupato dalle ambizioni di Filippo V di Macedonia, Attalo si alleò, prima del 219 a.C., con i nemici di Filippo, la Lega etolica, che raccoglieva gli stati greci della regione centrale dell'Etolia; Attalo finanziò persino la fortificazione di Eleo, una fortezza etolica a Calidone, nei pressi della foce del fiume Acheloo.
L'alleanza di Filippo con Annibale e Cartagine (215 a.C.) preoccupò anche la Repubblica romana, all'epoca impegnata nella seconda guerra punica. Nel 211 venne firmato un trattato tra Roma e la Lega etolica, che prevedeva la possibilità di coinvolgere alcuni alleati della lega, tra i quali Attalo. Attalo fu eletto come uno dei due strategoi («generale») della Lega etolica, e nel 210 a.C. le sue truppe furono probabilmente coinvolte nella cattura dell'isola di Egina, che gli fu poi data come base per le sue operazioni in Grecia.
Nella primavera successiva (209 a.C.) Filippo marciò a sud sulla Grecia. Sotto il comando di Pirria, il collega di Attalo, gli alleati persero due battaglie a Lamia. Attalo si recò in Grecia di persona in luglio e fu raggiunto a Egina dal proconsole romano Publio Sulpicio Galba, che svernò lì. L'estate successiva (208 a.C.) la flotta composta da 35 navi pergamene e 25 romane non riuscì a prendere il possedimento macedone di Lemno, ma occupò e saccheggiò l'entroterra dell'isola di Peparethos (Skopelos), anch'essa macedone. Attalo e Sulpicio parteciparono alla riunione del Concilio degli Etolici a Eraclea Trachinia, dove i Romani si schierarono contro la proposta di fare pace con Filippo. Quando le ostilità ripresero, saccheggiarono sia Oreo, sulla costa settentrionale dell'Eubea, che Opus, la città principale della Locride orientale. Il bottino di Oreo era stato riservato a Sulpicio, che ritornò lì, mentre Attalo rimase a raccogliere il bottino di Opus. Filippo approfittò della divisione delle forze alleate per attaccare Opus; Attalo, colto di sorpresa, fu a malapena in grado di fuggire alle proprie navi.
Attalo fu obbligato a tornare in Asia, in quanto, mentre si trovava a Opus, era venuto a sapere che il re di Bitinia Prusias I, istigato da Filippo al quale era legato tramite un matrimonio dinastico, stava attaccando Pergamo. Poco dopo anche i Romani abbandonarono la Grecia per concentrarsi contro Annibale, essendo riusciti a prevenire che Filippo inviasse aiuti al generale cartaginese.
Nel 206 a.C. la Lega etolica chiese la pace ai Macedoni, che la concessero alle condizioni imposte da Filippo. Nel 205 a.C. la pace di Fenice pose fine alla prima guerra macedonica e allo scontro tra Prusias e Attalo, che mantenne il controllo su Egina.

### Guerra del 201 a.C.
Trovandosi impedito dalla Pace di Fenice all'espansione verso oriente, Filippo decise di aumentare la propria influenza nel mar Egeo e in Asia Minore. Nella primavera del 201 a.C. conquistò Samo, catturando la flotta egiziana che vi si trovava; mise inoltre sotto assedio Chio, a nord. Questi eventi spinsero Attalo ad allearsi con Rodi, Bisanzio e Cizico e a dichiarare guerra a Filippo. Una grande battaglia navale ebbe luogo nello stretto tra Chio e la terraferma, subito a sudovest di Erythrae; secondo Polibio la flotta macedone era composta da cinquantatré grandi navi e da centocinquanta navi più piccole, mentre gli alleati gettarono nella mischia 65 grandi navi e un gran numero di piccole. Durante la battaglia Attalo rimase separato dalla propria flotta e inseguito da Filippo, e fu costretto a far spiaggiare le proprie tre navi, sfuggendo per poco alla cattura spargendo i tesori reali sulle navi abbandonate e inducendo i suoi inseguitori a interrompere la caccia per raccogliere i tesori.
Sempre nel 201 a.C. Filippo invase Pergamo; sebbene la cattura della città gli fosse impossibile, anche grazie al previdente rafforzamento delle difese voluto da Attalo, il sovrano macedone distrusse i templi e gli altari circostanti. Nel frattempo, Rodi e Attalo inviarono dei messaggeri a Roma, perché fossero note le loro lamentele contro Filippo.

### Seconda guerra macedonica

Situazione politica nella Grecia del 200 a.C., alla vigilia della seconda guerra macedonica: in verde il Regno di Pergamo, in arancio il Regno di Macedonia, in giallo il regno dei Seleucidi.

Nel 200 a.C. Attalo fu coinvolto nella seconda guerra macedonica. Gli Acarnanii invasero l'Attica con il sostegno macedone, costringendo Atene, che era rimasta fino ad allora neutrale, a cercare l'aiuto dei nemici di Filippo V. Attalo, che si trovava con la propria flotta a Egina ricevette un'ambasciata ateniese che lo invitata nella città attica per consultazioni. Scoperto che ad Atene c'erano già i Romani, si mosse rapidamente raggiungendo la città, dove ricevette un'accoglienza straordinaria. Polibio racconta che ricevette l'accoglienza calorosa di magistrati, cavalieri e cittadini, che entrò attraverso la porta Dyplum, con sacerdoti e sacerdotesse che gli fecero ala e gli resero l'omaggio di tenere aperti tutti i templi e gli offrirono di fare sacrifici; infine gli Ateniesi onorarono sommamente Attalo dando il suo nome a una delle tribù, inserendolo tra gli eroi eponimi.
Sulpicio Galba, ora divenuto console, convinse Roma a dichiarare guerra a Filippo, e chiese ad Attalo di congiungersi alla flotta romana e condurre una campagna navale in grado di disturbare i possedimenti macedoni nell'Egeo. Nell'estate del 199 a.C. la flotta romano-pergamena prese Andro, nelle Cicladi: il bottino andò ai Romani, l'isola ad Attalo. Da qui veleggiarono verso sud, portando un attacco infruttuoso a un'altra delle Cicladi, Citno, ritornarono verso nord, devastarono il territorio di Sciato, di fronte alla costa di Magnesia, in cerca di vettovaglie, e proseguirono a nord verso Mende, dove la flotta venne danneggiata da una tempesta e costretta a spiaggiare. Proseguendo via terra, i contingenti romano-pergameni subirono grosse perdite venendo respinti a Cassandrea. Proseguirono verso nord-est lungo la costa della Macedonia fino ad Acanto, che saccheggiarono, dopo di che tornarono in Eubea, dove caricarono i loro vascelli con le numerose spoglie.
Al loro ritorno Attalo e il comandante Romano andarono ad Eraclea a incontrare gli Etoli, i quali, in base ai termini del trattato chiesero ad Attalo mille uomini; Attalo rifiutò, rifacendosi al rifiuto oppostogli dagli Etoli ad attaccare la Macedonia due anni prima, quando Filippo stava attaccando Pergamo. Riprendendo le operazioni, Attalo e i Romani attaccarono Oreo senza riuscire a conquistarla e, lasciando un contingente ad assediarla, attraversarono lo stretto per attaccare la Tessaglia; tornati a Oreo, l'attaccarono prendendola: i Romani presero il bottino, Attalo la città. Terminata la stagione adatta per la guerra, Attalo, dopo aver partecipato ai Misteri eleusini, tornò a Pergamo, dopo un'assenza di due anni.
Nella primavera del 198 a.C. Attalo tornò in Grecia con 23 quinqueremi e si unì alle venti grandi navi di Rodi ad Andro, per completare la conquista dell'Eubea iniziata l'anno precedente. Ricongiuntasi alla flotta romana, la flotta alleata prese Eretria e in seguito Carystus, cosicché gli alleati si ritrovarono a controllare l'intera Eubea a eccezione di Calcide. Dopo un fallito tentativo di prendere Corinto, mentre i Romani partirono per Corfù, Attalo si recò al Pireo.
All'inizio del 197 a.C. Tito Quinzio Flaminino, il console romano, convocò Attalo a un concilio beota a Tebe per discutere con chi si sarebbe schierata la Beozia nel successivo anno di guerra. Attalo fu il primo a parlare nel concilio, ma durante il suo discorso si interruppe e collassò, con un lato del corpo paralizzato. Attalo fu riportato a Pergamo, dove morì nell'autunno successivo, forse dopo essere venuto a conoscenza della vittoria decisiva dei Romani nella battaglia di Cinocefale, che pose fine alla seconda guerra macedonica.

## Famiglia
Attalo sposò Apollonide di Cizico, da cui ebbe quattro figli, Eumene II, Attalo II, Filetero e Ateneo (che ricevette il nome del padre di Apollonide).
Polibio descrisse Apollonide come una donna che salì la scala sociale fino a diventare una regina grazie alle sue virtù pubbliche e private, elogiandone il comportamento materno. Un'iscrizione ritrovata a Pergamo descrive Apollonide che ringrazia gli dei per aver potuto vedere i suoi tre figli minori vegliare sul maggiore e questi regnare senza il timore dei tre fratelli. L'educazione ricevuta dai figli e il loro amore per i genitori è celebrato dalle fonti antiche, come in un decreto di Antioco IV. Anche Polibio elogia Attalo per essere riuscito a organizzare la successione del proprio figlio maggiore, Eumene II, senza che venisse minimamente contestata dagli altri figli.

## Attalo e l'introduzione del culto dellaMagna Matera Roma
Nel 205 a.C., dopo la Pace di Fenice, Roma si rivolse ad Attalo, in quanto suo unico alleato in Asia, per ottenere aiuto in una questione religiosa. Un numero elevato di meteore era infatti apparso nel cielo di Roma; dopo aver consultato i Libri sibillini, vennero scoperti dei versi che dicevano che in caso di un attacco straniero sull'Italia, il nemico sarebbe stato sconfitto se la Magna Idea, la Dea Madre associata al Monte Ida in Frigia, fosse stata portata da Pessinunte a Roma.
Marco Valerio Levino condusse una delegazione di notabili a Pergamo, per chiedere l'aiuto di Attalo. Secondo Tito Livio, Attalo ricevette la delegazione calorosamente e «li condusse a Pessinunte in Frigia», dove «consegnò loro la sacra pietra che i locali affermavano essere "la Madre degli Dei", concedendo loro di portarla a Roma».
A Roma la dea divenne nota come la Magna Mater.